# Stadion mládeže w Zlinie
Stadion mládeže – wielofunkcyjny stadion w Zlinie, w Czechach. Został otwarty na początku lat 50. XX wieku. Może pomieścić 3000 widzów. Obiekt służy lekkoatletom klubu AK Zlín oraz rugbystom zespołu RC Zlín. W 2010 roku stadion wyposażono w tartanową bieżnię lekkoatletyczną. W 2014 roku na stadionie ustawiono posąg przedstawiający Emila Zátopka. W 2017 roku przebudowano trybunę główną stadionu. Obok stadionu znajduje się kompleks pływacki, tzw. Městské lázně.